# Tonchigüe
Tonchigüe ist eine Ortschaft und eine Parroquia rural („ländliches Kirchspiel“) im Kanton Atacames der ecuadorianischen Provinz Esmeraldas. Die Parroquia besitzt eine Fläche von 134,2 km². Die Einwohnerzahl lag im Jahr 2010 bei 8001.

## Lage
Die Parroquia Tonchigüe liegt an der Pazifikküste im Nordwesten von Ecuador. Die Ortschaft Tonchigüe befindet sich 11,5 km westsüdwestlich vom Kantonshauptort Atacames. Die Fernstraße E15 (Esmeraldas–Manta) führt an Tonchigüe vorbei. Die Parroquia besitzt einen 10 km langen Küstenabschnitt. Das Verwaltungsgebiet umfasst das Einzugsgebiet des Río Tonchigüe und reicht 22 km nach Süden ins Landesinnere.
Die Parroquia Tonchigüe grenzt im Osten an die Parroquia Súa, im äußersten Süden an die Parroquia Muisne (Kanton Muisne) sowie im Westen an die Parroquias Cabo San Francisco und Galera (beide ebenfalls im Kanton Muisne).

## Orte und Siedlungen
Der größte Ort in der Parroquia ist der Küstenort Same, 3 km nordöstlich von Tonchigüe gelegen. Ferner gibt es folgende Recintos in der Parroquia:
- Abdón Calderón
- Agua Clara
- Barlovento
- Bellavista
- Crizanto
- El Aguacate
- El Cabito
- Estero Ancho
- La Chonta
- La Hormiga
- La Mina
- La Tablada
- Partidero de Chipa
- Partidero de Ulloa
- Quitito
- Tillo Mocho

## Allgemeines
Same ist ein Touristenort mit Sandstrand.

## Geschichte
Die Parroquia Tonchigüe wurde am 21. November 1955 gegründet.